# Ванзеват
Ванзева́т (рос. Ванзеват, хант. Ваньщавт) — село у складі Білоярського району Ханти-Мансійського автономного округу Тюменської області, Росія. Входить до складу Полноватського сільського поселення.
Населення — 310 осіб (2010, 402 у 2002).
Національний склад станом на 2002 рік: ханти — 80 %.